# Saccostrea cuccullata
Saccostrea cuccullata is een tweekleppigensoort uit de familie van de Ostreidae. De wetenschappelijke naam van de soort is voor het eerst geldig gepubliceerd in 1778 door Born.